# Уланов, Алексей Ильич
Алексе́й Ильи́ч Ула́нов (28 марта 1909 — 18 октября 2000) — российский поэт, переводчик, фольклорист.

## Биография
Родился в улусе Укыр Идинского ведомства Балаганского уезда Иркутской губернии в семье купца второй гильдии.
Работал землекопом, статистом, рабочим, учетчиком, бетонщиком, горнорабочим, стеклодувом, на лесосплаве, строителем на Алданских золотых приисках, на Иркутском кожевенном заводе, в Приморье, Красноярском крае, на Урале. В 1931 году работал на строительстве гостиницы «Москва». В 1931 году стихотворение Уланова впервые было напечатано в газете «Дворец Советов».
В 1933 году был приглашен БурЦИКом в Улан-Удэ для участия в создании Союза писателей Бурятии. Работал оргсекретарем Союза писателей Бурятии, а затем литконсультантом. В 1933 году был принят в члены Союза писателей СССР. В 1936 году издаётся первый поэтический сборник Уланова «Заглик».
В 1940 году Уланов окончил Московский областной педагогический институт им. Н. К. Крупской. После окончания института преподавал в школах Улан-Удэ и Бурятии, работал научным сотрудником Бурят-Монгольского научно-исследовательского института культуры.
В 1941 году издаётся второй поэтический сборник Уланова «Стихи». Уланов переводит на русский язык стихи X. Намсараева,Б. Абидуева, Д. Дашинимаева, Ж. Балданжабона, Д. Мадасона и других бурятских поэтов.
В августе 1941 года добровольцем ушел на фронт. Во время  обороны Сталинграда в октябре 1942 года был тяжело ранен. В 1943 году в Улан-Удэ был издан его третий поэтический сборник «Есть сила – шагай!». Был ранен ещё один раз.
После демобилизации  Уланов начинает изучать бурятский фольклор, народный эпос «Гэсэр». Защищает диссертацию кандидата педагогических наук в Московском институте методов обучения.
В 1940-х годах в СССР была развёрнута кампания по разоблачению «буржуазных националистов», «антисоветчиков», произведений национального фольклора, в том числе эпоса «Гэсэр». В 1946 — 1947 годах городской и областной партактив называл С. Метелицу, А. Бальбурова и А. Уланова «прямыми отпрысками разгромленного в своё время ербановского буржуазно-националистического руководства республики», им инкриминировались «националистические выпады против советского строя, ленинско-сталинской идеологии, против социалистического строительства в Бурят-Монголии».
В мае 1948 года Бурят-Монгольский обком ВКП(б) инициировал обсуждение эпоса «Гэсэр». «Гэсэр» был объявлен феодально-ханским эпосом, никогда не бытовавшим в бурятском народе, а научные работники, занимавшиеся его изучением и популяризацией, — «буржуазными националистами или слепым орудием националистов». Заведующий сектором литературы и фольклора НИИКЭ М. Хамаганов подчеркивал, что изучение и пропаганда «Гэсэра» — дело рук «буржуазных националистов», сам эпос характеризовался как «военно-феодальный, нойонатско-аристократический», а придание ему статуса народного эпоса проводится «с целью усиления борьбы против советского народа».
В 1940-х, начале 1950-х годов Уланов, как исследователь Гэсэра дважды был вынужден скрываться в Сибири, на Дальнем Востоке, Москве, Средней Азии. В Улан-Удэ вернулся после «реабилитации» «Гэсэра», последовавшей в 1953 году. Продолжил изучение народного фольклора.
В 1961 году был издан двуязычный вариант улигера «Абай Гэсэр» в академической серии «Эпос народов СССР». Уланов был автором перевода, комментариев, вступительной статьи.
В 1963 году в Институте мировой литературы (ИМЛИ) защитил докторскую диссертацию по героическому эпосу бурят. В этом же году удостоен звания «Заслуженный деятель науки Бурятской АССР».
Возглавлял редколлегию научного издания труд «История бурятской советской литературы» (издана в 1967 году). В 1973 году издал поэтический сборник «Байкальская любовь». Долгое время был членом редколлегии журнала «Байкал», членом научного совета по фольклору при отделении языка и литературы АН СССР. Был одним из инициаторов проведения 1000-летия героического эпоса «Гэсэр» (1991 год — 1995 год).

## Основные научные труды
- К характеристике героического эпоса бурят. – Улан-Удэ: Бурят.-Монг. кн. изд-во, 1957.
- Бурятский фольклор и литература: ст. и заметки. – Улан-Удэ: Бурят. кн. изд-во, 1959.
- Бурятская унгинская версия Гэсэра. – М.: Изд-во вост. лит., 1960
- Бурятский героический эпос / АН СССР. Сиб. от-ние. Бурят. комплекс. науч.-исслед. ин-т. – Улан-Удэ: Бурят. кн. изд-во, 1963.
- Бурятские улигеры: (исполнение, композиция, изображения человека)/ Акад. наук. Сиб. отд-ние. Бурят. фил. Бурят. ин-т обществ. наук. – Улан-Удэ: Бурят. кн. изд-во, 1968
- Древний фольклор бурят / Акад. наук СССР. Сиб. отд-ние. Бурят. фил. Бурят. ин-т обществ. наук. – Улан-Удэ: Бурят. кн. изд-во, 1974.
- Гэсэриада. – Улан-Удэ: Изд-во Бурят. гос. ун-та, 1997

## Награды
- орден Отечественной войны 1-й степени (11.03.1985)
- орден Красной Звезды
- орден «Знак Почёта» (24.12.1959)
- медали